# Everest gasfield
Everest gasfield är ett gasfält i den brittiska delen av Nordsjön. Det upptäcktes 1982. Utbyggnaden av fältet startade 1991 och produktionen startade 1993.